# Eustictus albocuneatus
Eustictus albocuneatus är en insektsart som beskrevs av Knight 1927. Eustictus albocuneatus ingår i släktet Eustictus och familjen ängsskinnbaggar. Inga underarter finns listade i Catalogue of Life.